# Politický systém Egypta
Egyptská arabská republika je zastupitelská poloprezidentská republika s vícestranickým systémem.
Od Egyptské revoluce z roku 2011, jež vedla k rezignaci prezidenta Husního Mubáraka, který Egypt ovládal od roku 1981, držela výkonnou moc Vrchní rada ozbrojených sil (SCAF). Ta rozpustila parlament a pozastavila platnost ústavy. V roce 2012 byl novým prezidentem zvolen Muhammad Mursí. Po další vlně demonstrací byl Mursí v červenci 2013 svržen armádou a nahrazen prozatímním prezidentem, jímž se stal Adlí Mansúr. Armáda také pozastavila platnost porevoluční ústavy z roku 2012. Nová ústava začala platit v lednu 2014, kdy ji schválil lid v referendu. V červnu 2014 byl sedmým prezidentem Egypta zvolen generál Abd al-Fattáh as-Sísí, bývalý velitel ozbrojených sil a vůdce vojenského puče vůči prezidentu Mursímu.

## Výkonná moc

### Prezident po vojenském puči 2013
V červnu roku 2013 sesbíralo opoziční hnutí Tamarod 15 milionů podpisů pod petici za rezignaci prezidenta Mursího, který do úřadu nastoupil v červnu 2012. Dne 30. června 2013 se po celém Egyptě odehrála série masových demonstrací, kterých se dle armádních odhadů účastnilo 14 milionů lidí, kteří chtěli rezignaci Mursího. Dne 4. července 2013 provedla egyptská armáda pod velením velitele ozbrojených sil Abda al-Fattáha as-Sísího vojenský převrat a sesadila Mursího, kterého uvrhla do domácího vězení. Organizace Muslimské bratrstvo byla zakázána a její členové souzeni a popravováni. Armáda také pozastavila platnost ústavy z roku 2012. Prozatímním prezidentem byl jmenován Adlí Mansúr, předseda Ústavního soudu.
Dle nové ústavy z ledna 2014, která byla schválena v referendu (98 % pro, při 38% účasti), je prezident volen na čtyřleté funkční období a může být zvolen maximálně dvakrát. Prezident může být odvolán parlamentem.
Nové volby prezidenta se konaly mezi 26. a 28. květnem 2014. Přitom zákon o volbě prezidenta byl schválen až 8. března. Registrace kandidátů probíhala od 31. března do 20. dubna. Voleb se účastnili pouze dva kandidáti. Prvním byl již zmíněný velitel vojenské puče Abd al-Fattáh as-Sísí, který kandidoval jako nezávislý. Druhým Hamdín Sabahi, sekularista a násirista ze strany Lidový proud (tato strana byla ve Frontě národní spásy, která stála proti Mursímu). Účast ve volbách byla 47,5 % oprávněných voličů. Abd al-Fattáh as-Sísí byl zvolen prezidentem již v prvním kole se ziskem 96,91 % hlasů.
| Kandidát              | Politický subjekt | 1. kolo    | 1. kolo |
| Kandidát              | Politický subjekt | Hlasy      | %       |
| --------------------- | ----------------- | ---------- | ------- |
| Abd al-Fattáh as-Sísí | Nezávislý         | 23,780,104 | 96,91 % |
| Hamdín Sabahi         | Lidový proud      | 757,511    | 3,09 %  |

Abd al-Fattáh as-Sísí měl podporu hnutí Dokonči svou službu, Blok revolučních sil, Tamarod, stejně jako egyptských politických stran Arabská demokratická násiristická strana, fronta Misr Balady, islamistická Umírněná fronta, národně liberální Nová Wafd, liberální Svobodní Egypťané či salafistická Strana světla. Hamdín Sabahi měl podporu stran Lidový proud, Strana ústavy, Socialistická lidová aliance, Strana důstojnosti, stejně jako trockistického hnutí Revoluční socialisté a dalších. Řada stran se rozhodla volby bojkotovat, například liberálové ze strany Ghad El-Thawra, mursíovci v alianci Anti-Coup Alliance nebo strana Silný Egypt, která odmítá Muslimské bratrstvo, ale také nadvládu armády.

### Prezident podle ústavy z roku 2012
Dle pravidel, přijatých v referendu v roce 2011, byl prezident limitován dvěma funkčními obdobími, které každé trvá čtyři roky. Průběh voleb byl pod přísným dohledem soudů. Prezidentský kandidát musel získat buď 30 000 podpisů občanů, nebo 30 nominantů z Parlamentu. Jediné prezidentské volby dle těchto pravidel proběhly v roce 2012.
Účast v prvním kole prezidentské volby z roku 2012 byla 43,4 %, tedy 23,2 milionů občanů. Mursí byl ve své funkci pouze rok, než byl odstaven egyptskou armádou. Prozatímním prezidentem se stal předseda Ústavního soudu Adlí Mansúr, který zemi dovedl k novým volbám konaným v květnu 2014.
| Kandidát                  | Politický subjekt              | 1. kolo    | 1. kolo | 2. kolo    | 2. kolo |
| Kandidát                  | Politický subjekt              | Hlasy      | %       | Hlasy      | %       |
| ------------------------- | ------------------------------ | ---------- | ------- | ---------- | ------- |
| Muhammad Mursí            | Strana svobody a spravedlnosti | 5,764,952  | 24,78 % | 13,230,131 | 51,73 % |
| Ahmad Šafík               | Nezávislý                      | 5,505,327  | 23,66 % | 12,347,380 | 48,27 % |
| Hamdín Sabahi             | Strana důstojnosti             | 4,820,273  | 20,72 % |            |         |
| Abdel Moneim Aboul Fotouh | Nezávislý                      | 4,065,239  | 17,47 % |            |         |
| Amr Músa                  | Nezávislý                      | 2,588,850  | 11,13 % |            |         |
| ostatních 8 kandidátů     | -                              | 520,875    | 2,23 %  |            |         |
| Celkem platných           | -                              | 23,265,516 | 98,28 % | 25,577,511 | 96,81 % |

### Vláda
Vládu sestavuje premiér, který má k dispozici většinovou podporu parlamentu. Pokud premiér a prezident pocházejí každý z jiné strany dochází k situaci zvané kohabitace.
Po armádním převratu z července 2013 prozatímní prezident Adlí Mansúr zveřejnil stanovisko, že bude ustavena úřednická vláda, která do tří měsíců sepíše novou ústavu, která má být poté přijata v referendu. Toto referendum má proběhnout 14. a 15. ledna 2014. Referenda se účastnilo 38,6 % oprávněných voličů (98,1 % bylo pro schválení). Dle nové ústavy má armáda osm let nárok vybírat ministra obrany. Jinak je ústava velmi podobná té z roku 2012, obě vychází z egyptské ústavy z roku 1971.
Ústava roku 2014 využívá mnoho bodů z ústav z let 1971 a 2012, ale přidává i vlastní. Například je v Egyptě nově zakázáno zakládat politické strany na náboženském, teritoriálním či etnickém principu, i proto bylo zakázáno Muslimské bratrstvo, které bylo navíc prohlášeno za teroristickou organizaci. Na vedení země má také nově větší vliv armáda, která například má právo do roku 2022 vybírat ministra obrany. Z ústavy je zaručena rovnost pohlaví i svoboda projevu. Stejně tak je zaručena tolerance vyznání, ale státním náboženstvím zůstává islám.

## Zákonodárná moc

### Parlament
Dvoukomorový parlament zasedá každý rok v osmiměsíčním období. I přesto, že pravomoci parlamentu od převratu z roku 2011 posílily (například se systém změnil z prezidentské republiky na poloprezidentskou), stále postrádá nástroje k vyrovnávání moci prezidenta. Z voleb do parlamentu jsou vyloučeni vojáci a policisté, což v červnu 2013 Ústavní soud označil za protiústavní, dle navržené novely měli vojáci a policisté získat volební právo do roku 2020.
Dolní komorou parlamentu je Sněmovna reprezentantů (arabsky: Maglis Al-Nowwab), také zvaná Lidové shromáždění, ta tradičně byla složena ze 454 poslanců. 444 poslanců bylo vždy voleno přímo, 10 mohlo být jmenováno prezidentem. Poslanci byli voleni na čtyřleté období, které mohlo být zkráceno prezidentem. Volební systém do dolní komory byl smíšený, 400 mandátů bylo voleno prostřednictvím poměrného volebního systému a ke 44 byl využit většinový volební systém. Dle tehdejší ústavy bylo 50 % mandátů vyhrazeno pro dělníky a rolníky, ale v praxi je obsazovali vysloužilí vojenští činitelé a členové bezpečnostních agentur. Sněmovna může vyvolat hlasování o nedůvěře vládě. Proto je vhodné, aby měl premiér většinovou podporu sněmovny.
Po revoluci z roku 2011 bylo nové shromáždění zvoleno ve tříkolové volbě z listopadu a prosince 2011 a ledna 2012. Ve funkci byl od března 2012 do července 2013. Do sněmovny bylo zvoleno 508 poslanců. 70 % z nich bylo zvoleno prostřednictvím poměrného volebního systému stranických kandidátních listin a zbylých 30 % většinovou volbou samostatných kandidátů. Stranické kandidátky musely obsahovat minimálně jednu ženu, kandidáti voleni přímo museli být nestraníky. Egypt byl také rozdělen na šedesát volebních okrsků.
Horní komorou je Egyptská rada Šura (arabsky: Maglis as-Šura). Byla ustavena roku 1980 pro 264 členů. 176 z nich je voleno přímo a 80 jmenuje prezident na šestileté funkční období. Každé tři roky se obměňuje polovina osazenstva. Její legislativní pravomoci jsou malé.
Po revoluci z roku 2011 byla rada znovuobsazena ve tříkolové volbě z ledna až března 2012, nejvýraznější změnou je navýšení členů na 270. Po převzetí moci armádou v červenci 2013 ji prozatímní prezident Adlí Mansúr dne 5. července rozpustil. Nové parlamentní volby proběhly až v roce 2015 a parlament se poprvé sešel v lednu 2016. Z voleb vyšla vítězně aliance stran podporující prezidenta Sísího. Dle opozice byly volby zmanipulované.

## Politické strany
Před revolucí z roku 2011 bylo ve stranickém systému osmnáct aktivních politických stran. Z ústavy bylo zakázané formovat stranu na základě náboženství. Proto existovala i silná mimoparlamentní hnutí jako islámské Muslimské bratrstvo. Předrevoluční realitou byla striktní moc prezidenta a parlament ovládaný prorežimní Národní demokratickou stranou, která disponovala kvalifikovanou většinou.
Po revoluci byl parlament rozpuštěn a vznikla řada nových politických stran odhodlaných kandidovat ve volbách roku 2012.

### Volby do parlamentu roku 2012
Po volbách z roku 2012 se do parlamentu dostalo šestnáct politických stran. Většinu získali islamisté, reprezentanti liberalismu vstoupili do opozice. Pro volby se utvořily volební aliance. Nejsilnější se stala Demokratická aliance pro Egypt, která sdružila strany Strana svobody a spravedlnosti (213 mandátů), Strana důstojnosti (6), Strana Ghad El-Thawra (2), Strana civilizace (2), Egyptská islámská strana pracujících (1), Egyptská arabská socialistická strana (1), Egyptská strana reforem (1). Další výraznou aliancí by Islamistický blok, který se skládal ze stran: Strana světla (107 mandátů), Strana budování a rozvoje (13), Strana autenticity (3). Dalšími aliancemi byly Egyptský blok a Aliance revoluce pokračuje.
| Politické strany | Politické strany               | Ideologie                       | Počet hlasů ve volbách do Sněmovny | Mandáty z PVS | Mandáty z VVS | Mandáty celkem |
| ---------------- | ------------------------------ | ------------------------------- | ---------------------------------- | ------------- | ------------- | -------------- |
|                  | Demokratická aliance pro Egypt | Islamismus, Muslimské bratrstvo | 10 138 134 (37,5 %)                | 127           | 108           | 235            |
|                  | Islamistický blok              | Islamismus, Salafisté           | 7 534 266 (27,8 %)                 | 96            | 27            | 123            |
|                  | Nová wafdistická strana        | Národní liberalismus            | 2 480 391 (9,2 %)                  | 37            | 4             | 41             |
|                  | Egyptský blok                  | Sociální liberalismus           | 2 402 238 (8,9 %)                  | 33            | 1             | 34             |
|                  | Strana Al-Wasat                | Umírněný islamismus             | 989 003 (3,7 %)                    | 10            | 0             | 10             |
|                  | Aliance revoluce pokračuje     | Liberální socialismus           | 745 863 (2,8 %)                    | 7             | 2             | 9              |
|                  | Strana reformy a rozvoje       | Liberalismus                    | 604 415 (2,2 %)                    | 8             | 1             | 9              |
|                  | Ostatních 9 stran              | různé                           | 2 170 824 (8,1 %)                  | 16            | 4             | 20             |